# Évangiles de Lindau

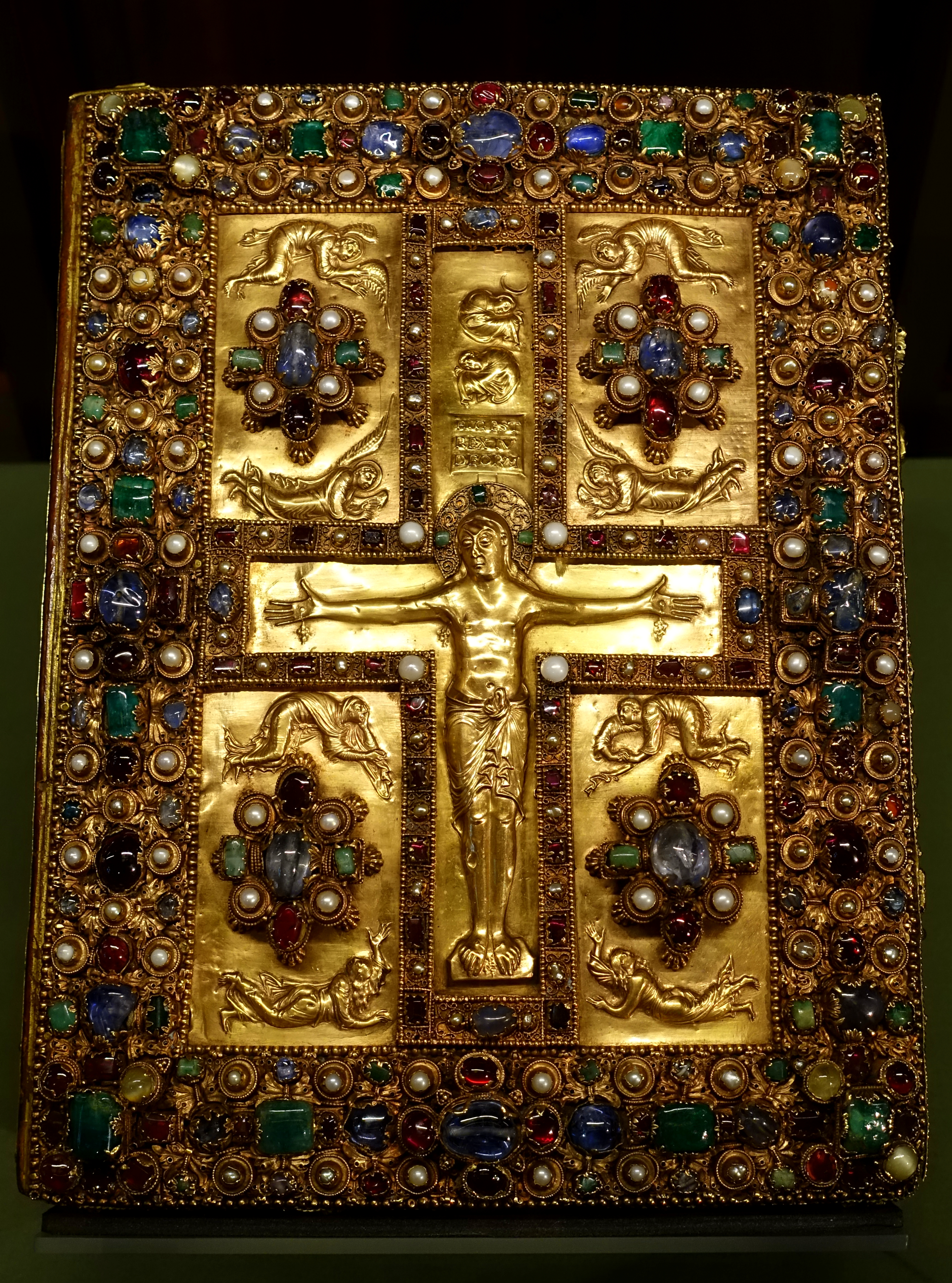
Première de couverture, principalement d'un atelier royal carolingien du IXe siècle.

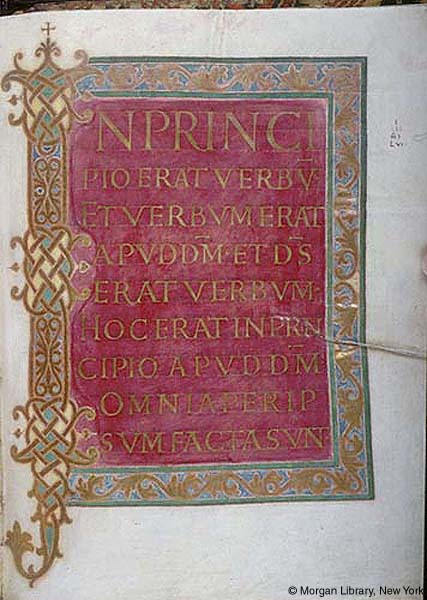
Folio 168r, avec le début de l'Évangile de Jean.

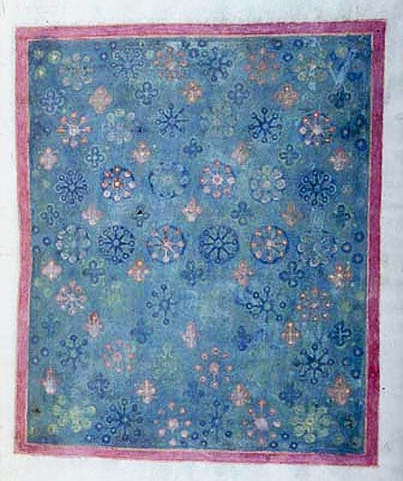
Folio 12r, imitation textile.

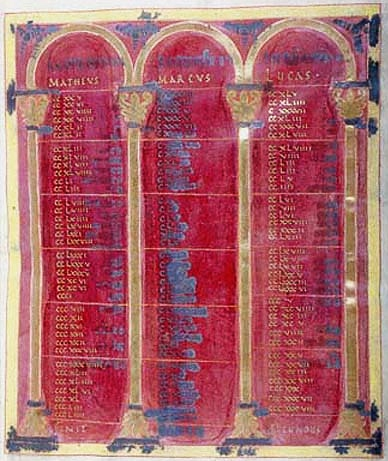
Folio 8r, une des canons eusébien.

Les Évangiles de Lindau sont un manuscrit enluminé conservé à la Morgan Library and Museum de New York, qui est important pour son texte enluminé, mais plus encore pour ses reliures, ou couvertures, en ferronnerie, qui sont d'époques différentes. L'élément le plus ancien du livre est ce qui est maintenant la dernière de couverture, qui a probablement été produit à la fin du VIIIe siècle dans l'Autriche moderne, mais dans le contexte des colonies de missionnaires de Grande-Bretagne ou d'Irlande, car le style est celui de l'art insulaire des Îles Britanniques. La première de couverture est un travail carolingien tardif d'environ 880, et le texte, un évangéliaire écrit et décoré à l'abbaye de Saint-Gall à peu près à la même époque, ou un peu plus tard.
Lorsque John Pierpont Morgan, déjà au début de la soixantaine, achète le livre en 1901, il s'agit de son premier achat important d'un manuscrit médiéval, définissant ainsi la direction que devait suivre une grande partie de sa collection ultérieure.

## Couvertures

### Dernière de couverture
La dernière de couverture, ou couverture du dos de l'ouvrage, est plus ancienne que le texte et a probablement été ajoutée à partir d'un autre livre, peut-être à l'époque où le texte a été écrit. C'est peut-être à l'origine une première de couverture. C'est le seul exemple en grande partie intact d'une couverture de livre en métal insulaire très ancienne à avoir survécu, bien que nous sachions d'après des documents que des œuvres célèbres comme le Livre de Kells et les Évangiles de Lindisfarne en possédaient. Quelques cumdachs irlandais, ou reliquaires pour livres en métal, ont survécu, qui présentent des styles largement comparables et utilisent des croix comme élément central de leurs conceptions. Le style est proche de celui de l'autre grande survivance d'œuvres essentiellement anglo-saxonnes exécutées sur le continent comme le Calice de Tassilon, ainsi que d'un certain nombre d'œuvres exécutées par des ateliers locaux dans plusieurs régions d'Europe. Cependant, l'Évangéliaire de saint Cuthbert (British Library) a une reliure en cuir décoré que l'on date d'environ 700 à 730, qui est la première reliure européenne intacte.
La conception est centrée sur une croix pattée, c'est-à-dire une croix avec des éléments courbes et écartés. Les espaces entre les membres de la croix sont remplis d'entrelacs en découpe comprenant des bêtes ressemblant à des serpents et un goujon central serti d'une pierre précieuse. Chaque bras de la croix a une figure du Christ avec un nimbe. L'utilisation intensive de l'émail, que l'on pense avoir été appris du nord de l'Italie, distingue la couverture des quelques autres pièces de ferronnerie insulaires qui subsistent. Certains des émaux sont dans un style d'émail cloisonné que l'on ne trouve qu'ici et dans des plaques sur le Coffret aux Agates d'Oviedo. Celles-ci présentent des « oiseaux aux couleurs vives et aux longues pattes » entourés d'un fond d'or uni, en opposition à la technique champlevé normale du « plein émail » où toute la surface d'une section de plaque est recouverte d'émail.
La couverture du livre d'origine était légèrement plus petite et des parties des bordures, qui ne correspondent pas, ont été ajoutées pour l'amener à la taille actuelle. À l'intérieur de la bordure, quatre plaques dans les coins montrent les quatre évangélistes avec leurs symboles, qui sont des ajouts du XVIe siècle. Quatre monogrammes sont disposés autour de la topaze centrale : « IHS, XPS, DNS, NOS » (Jésus Christ Notre Seigneur).

### Première de couverture
La première de couverture est très richement parsemée de grosses pierres précieuses et présente un bas relief repoussé. La composition est également centrée sur une croix avec une scène de crucifixion avec une figure de Jésus-Christ en croix et des scènes beaucoup plus petites de la Vierge Marie et de Jean (apôtre). Chacun d'eux se trouve dans un compartiment sous les bras de la croix, associé à des figures féminines iconographiques inhabituelles ; les compartiments correspondant au-dessus des bras contiennent chacun deux anges. Les identifications de ces figurent inférieures varient ; elles sont décrites par la Morgan Library comme des pleureuses anonymes, « deux figures féminines échevelées considérées comme des personnifications d'âmes chrétiennes saluant leur Rédempteur », comme le mentionne la note de dossier, mais Peter Lasko les mentionne comme « la figure curieusement dupliquée de sainte Marie-Madeleine (? ) ». Pour Needham, ce sont Marie-Madeleine et Marie (femme de Cléophas). Les huit personnages sont représentés accroupis ou de côté, ou planant à l'horizontale dans le cas des anges, au-dessus et au-dessous de grappes de pierres précieuses.
Sol et Luna, personnifications du soleil et de la lune, occupent le haut de l'arbre de la croix, une caractéristique commune des scènes de crucifixion de la période, bien qu'exceptionnellement ils sont ici montrés sur l'arbre de la croix lui-même, au-dessus du Christ et avec Luna au-dessus de Sol. Le plus souvent, ils sont de part et d'autre du montant transversal, ou aux extrémités des bras. De plus, Sol n'a pas ici ses rayons habituels, suggérant qu'une éclipse est représentée, suivant ainsi les évangiles. La bordure contient la plupart des pierres précieuses, incrustées dans des décors de motifs végétaux typiquement carolingiens qui sont exceptionnellement finement exécutés.
La couverture du Codex Aureus de Saint-Emmeran, daté précisément de 870, a probablement été produit par le même atelier, bien qu'il existe des différences de style. Cet atelier est associé à l'empereur romain germanique Charles II le Chauve, et souvent appelé son « École du Palais ». Son emplacement (s'il en avait un fixe) reste incertain et très discuté, mais la basilique Saint-Denis à proximité de Paris, est une des principales possibilités. Le Ciboire d'Arnulf (un ciborium miniature plutôt qu'un ciboire), maintenant dans la Résidence de Munich, est la troisième œuvre majeure du groupe, avec le cadre d'un plat en serpentine antique au Musée du Louvre. Les chercheurs récents ont tendance à regrouper les Évangiles de Lindau et le Ciboire d'Arnulf, plus proches l'un de l'autre que le Codex Aureus.

## Texte et enluminures
Le texte est celui des « Quatre Évangiles précédés de l'Épître de saint Jérôme : Lettre de Jérôme au pape Damase (Ad Damasum papam), des tables et préfaces du Canon, suivis d'un capitulaire, écrits et enluminés dans une minuscule caroline pas particulièrement élégante » ; les miniatures sont probablement de Folchard de St Gall qui s'est représenté dans le Psautier de Folchard. Le style des enluminures, dans cet ouvrage, manque d'éléments insulaires. Les bordures sont des variations grandioses et élégantes sur des motifs de feuillage classicisant, et les grandes initiales reflètent le développement carolingien de motifs insulaires tels que l'entrelacs, dans un style essentiellement classicisant. Six ou sept scribes ont travaillé sur le texte, dont un qui a aussi travaillé sur le Psautier de Folchard. Les enluminures, contrairement aux couvertures, sont totalement dépourvues de figures humaines. Les deux pages imitant des textiles intéressent les érudits car de nombreuses pages tapis, comme leur nom l'indique, peuvent faire de même. Dans les deux cas, l'idée peut avoir été « l'émulation d'un linceul ou d'une couverture textile », comme ceux utilisés pour envelopper les reliques. Des pages similaires se trouvent dans le Codex Aureus d'Echternach ottonien. De la même manière, les pages tapis peuvent avoir été considérées comme une forme de couverture intérieure.
Les principales pages décorées sont :
- f5r et 12r : deux pages imitant des textiles, avec des motifs différents (de vraies soies orientales des IXe et Xe siècles sont utilisées comme pages de garde).
- f6r - 11v : tables Canon, sur papier vélin teint en pourpre, lettrées en or et argent (mal oxydé), avec des entourages à arcades en or et argent.
- f13v et 14r : incipit de Matthieu (apôtre) sur violet avec croix et décoration, et une initiale L en pleine page, principalement en vert, avec d'autres lettres en écriture romaine dorée sur champ violet.
- f71v et 72r : incipit de Marc (évangéliste), avec des lettres romaines dorées sur fond violet, et sur la 72r, une grande initiale I décorée sur le côté gauche de la page.
- f111v et 112r : incipit de Luc (évangéliste), similaire, avec un F initial en pleine page.
- f167v et 168r : incipit de Jean (évangéliste), similaire, avec l'initiale I en bas à gauche de la 168r.

## Histoire
On ne peut pas dire avec certitude quand, où et comment les trois éléments principaux du livre dans son état actuel ont été réunis. Le texte pourrait bien être l'Évangile commandé par Hartmut, abbé de Saint-Gall entre 872-883, date plausible pour le texte. Il est rapporté que ce livre était « décoré d'or et d'argent et de pierres précieuses ». En 1545, ces Évangiles se trouvaient encore dans la bibliothèque de l'abbaye de Saint-Gall, peu de temps avant que la bibliothèque ne soit attaquée par les calvinistes, et qu'une partie de son contenu soit détruite ou dispersée.
Le manuscrit est documenté avec certitude pour la première fois en 1691 lorsqu'il est décrit par un visiteur d'un couvent aristocratique sur l'île de Lindau, du côté bavarois du Lac de Constance, qui a été fondé bien après la création du livre. Le dos en cuir du livre est estampillé de la date de 1594, mais il n'y a absolument aucune certitude sur le lieu où se trouvait le livre lorsqu'il a été relié, et il ne peut pas non plus être entièrement exclu que l'ensemble actuel du texte et de la couverture ne date pas de si loin. Paul Needham note que si la couverture supérieure provient de l'atelier impérial, dans le style le plus grandiose et le plus luxueux de l'époque, le texte, bien que richement enluminé, ne semble pas correspondre tout à fait à la couverture en richesse, et n'est même pas le texte le plus richement décoré écrit à St Gall à cette époque. La couverture semble également avoir été conçue pour un livre légèrement plus petit. Les couvertures Trésor sont relativement faciles à transférer, car elles ne sont fixées aux planches de bois de la reliure que par de petits clous. En revanche, les sections supplémentaires agrandissant la dernière de couverture sont clairement du début du Moyen Âge.
En 1803, le couvent fut dissous par l'État et ses biens répartis entre les chanoinesses. Le livre a été donné à la chanoinesse Antoinette, baronne von Enzberg. De ses héritiers et de Joseph von Lassberg, il passa via Henry G. Bohn à Bertram Ashburnham, 4e comte d'Ashburnham (1797-1878) en 1846. Les grandes collections d'Ashburnham House ont été progressivement dispersées par son fils, et en 1901, le livre a été acheté par JP Morgan (1867-1943) et plus tard donné à sa Morgan Library. L'achat a été encouragé par le neveu de Morgan qui a écrit de Londres que « le British Museum aimerait l'acheter mais n'a pas l'argent nécessaire », qu'une offre de 8 000 £ par un autre avait été refusée et que 10 000 £ étaient demandées. Quelques années plus tôt, le British Museum avait eu beaucoup de mal à réunir 8 000 £ pour acheter la coupe de sainte Agnès.